# Gunung Ayu (Seginim)
Gunung Ayu is een bestuurslaag in het regentschap Bengkulu Selatan van de provincie Bengkulu, Indonesië. Gunung Ayu telt 638 inwoners (volkstelling 2010).